# ريك ستراسمان
ريك ستراسمان (بالإنجليزية: Rick Strassman)‏ هو كاتب وطبيب نفسي وكيميائي أمريكي، ولد في 8 فبراير 1952 في لوس أنجلوس في الولايات المتحدة.

## روابط خارجية
- ريك ستراسمان على موقع IMDb (الإنجليزية)
- ريك ستراسمان على موقع ديسكوغز (الإنجليزية)
- ريك ستراسمان على موقع قاعدة بيانات الفيلم (الإنجليزية)
- ريك ستراسمان على موقع ليتربوكسد (الإنجليزية)